# ルネサンス哲学
ルネサンス哲学（ルネサンスてつがく）は、中世哲学の直後に区分されるルネサンス期の哲学。イタリアで、古代ギリシア、古代ローマの文芸が復興したことをきっかけに、神中心の中世的世界観から人間中心の新たな世界が生まれ人文主義者と呼ばれる人物が活躍した時代。一般に、世俗主義的で個人主義的で合理主義的な傾向をもつ。

## 主要なルネサンス哲学のリスト
- フランチェスコ・ペトラルカ
- ロレンツォ・ヴァッラ
- マルシリオ・フィチーノ
- ピコ・デラ・ミランドラ
- ピエトロ・ポンポナッツィ
- ジョヴァンニ・ボッカッチョ
- ニッコロ・マキャヴェッリ
- フランチェスコ・グイチャルディーニ
- トマス・モア
- デジデリウス・エラスムス
- ミシェル・ド・モンテーニュ
- ルドヴィーコ・アリオスト
- ジョルダーノ・ブルーノ